# Société pétrochimique Jam
 (novembre 2024).
La Société pétrochimique Jam (en persan : شرکت پتروشیمی جم, Sherkat-e Petroshimi-e Jam)  (JPC) est une entreprise pétrochimique iranienne située dans la zone économique spéciale de Pars à Assalouyeh, dans la province de Bouchehr, fondée en 2000,,,,,,,,,,.

## Histoire
La Jam Petrochemical Company (JPC) a été fondée en 2000, conformément au troisième plan de développement économique de l'Iran visant à renforcer son secteur pétrochimique et exploiter le champ gazier de Pars-Sud. Installée sur un site de 77 hectares dans la zone économique spéciale énergétique de Pars, JPC est connue sous le nom de projet « Oléfines-10 » et bénéficie d'une proximité stratégique avec les matières premières, le carburant, ainsi que les infrastructures essentielles telles que les ports et les routes. Ces avantages permettent à JPC de jouer un rôle clé sur les marchés nationaux et internationaux, soutenant ainsi la transition de l'Iran vers des exportations non pétrolières,,,,.

## Unités et produits
Le complexe de production de JPC comprend plusieurs unités spécialisées, telles que celles des oléfines, du polyéthylène haute densité (PEHD), du Polyéthylène basse densité linéaire (PELBD), du butadiène et du butène-1, faisant de JPC l'un des principaux producteurs d'oléfines au monde et un fournisseur majeur de polymères en Iran. Le portefeuille de produits de l'entreprise inclut divers grades de polyéthylène et d'autres dérivés pétrochimiques, desservant les marchés du Moyen-Orient et d'autres régions,.

## Sanctions
En juillet 2022, le Département du Trésor des États-Unis a sanctionné la Jam Petrochemical Company dans le cadre d'une initiative visant à cibler l'exportation des produits pétrochimiques iraniens,,,,,,,,.